# Represa de Tomisato
La Represa de Tomisato (富郷ダム Tomisato-damu?) es una represa de Japón que se encuentra en la Ciudad de Shikokuchuo, en el distrito Tomisatocho Tsuneyama (富郷町津根山 Tomisatochō Tsuneyama?), en el curso medio del río Dōzan (un afluente del río Yoshino).

## Características
La Región de Uma (宇摩地方 Uma-chihō?), con centro en la Ciudad de Shikokuchuo, había sufrido escasez de agua desde tiempos remotos. Así a lo largo del curso del Río Dozan se construyeron en el año 1953 la Represa de Yanase y en el año 1975 la Represa de Shingu, aliviando la situación de escasez. Sin embargo, la designación del Puerto de Mishima Kawanoe como puerto de comercio internacional, el posterior desarrollo de la zona industrial y el consiguiente aumento de la población, hicieron crecer nuevamente la demanda de agua.
En este contexto, en el año 1974 se propuso la construcción de una nueva represa en el Río Dozan, que finalmente fue inaugurada en el año 2000.
La represa es de hormigón, con una altura de 106 m y un ancho de 250 m. Es una represa multifuncional, siendo utilizada para regular el caudal del río para evitar inundaciones, para la generación de energía hidroeléctrica, y para aprovisionar el agua utilizada para el consumo humano y para el uso industrial.

## Lago Hoo
Por la construcción de la represa, 62 viviendas y 18 ha de tierras cultivables quedarían bajo el agua, las negociaciones con sus propietarios se complicaron en un principio. Pero finalmente aceptaron, recibiendo una mayor compensación de parte del Estado y una mejora en la zona en varios aspectos (construcción de parques, un mirador, instalaciones que posibiliten la visita al interior de la represa, mejoramiento de los accesos, entre otras). El embalse que se formó por la construcción de la represa fue denominado Lago Hoo (法皇湖 Hōō-ko?).